# Pål Bang-Hansen
Pål Helge Bang-Hansen (født 29. juli 1937, død 25. marts 2010) var en prisbelønnet norsk skuespiller, filminstruktør, journalist, forfatter og filmanmelder.
Han blev født i Oslo, som søn af forfatteren Odd Bang-Hansen. Han var bror til skuespilleren og teaterdirektøren Kjetil Bang-Hansen. Som barn medvirkede han i 1949 i filmen Gategutter og børnefilmen Tom og Mette på sporet i 1952.
Hans første filmproduktion var filmen Skrift i sne fra 1966. Hans satiriske film Norske byggeklosser fra 1972 var en stor succes. På trods af sin succes som filmskaber, har han i flere generationer været bedst kendt i hele Norge som en af landets førende filmkritikere.